# البطولة الوطنية المجرية 2000–01
البطولة الوطنية المجرية 2000–01 (بالمجرية: 2000–2001-es magyar labdarúgó-bajnokság)‏ هو الموسم 101 من  البطولة الوطنية المجرية. أقيم خلال الفترة 22 يوليو 2000 وحتى 23 يونيو 2001، وأشرف على تنظيمه اتحاد المجر لكرة القدم، وكان عدد الأندية المشاركة فيه  16، وفاز فيه نادي فيرينتسفاروشي.